# Три хрести

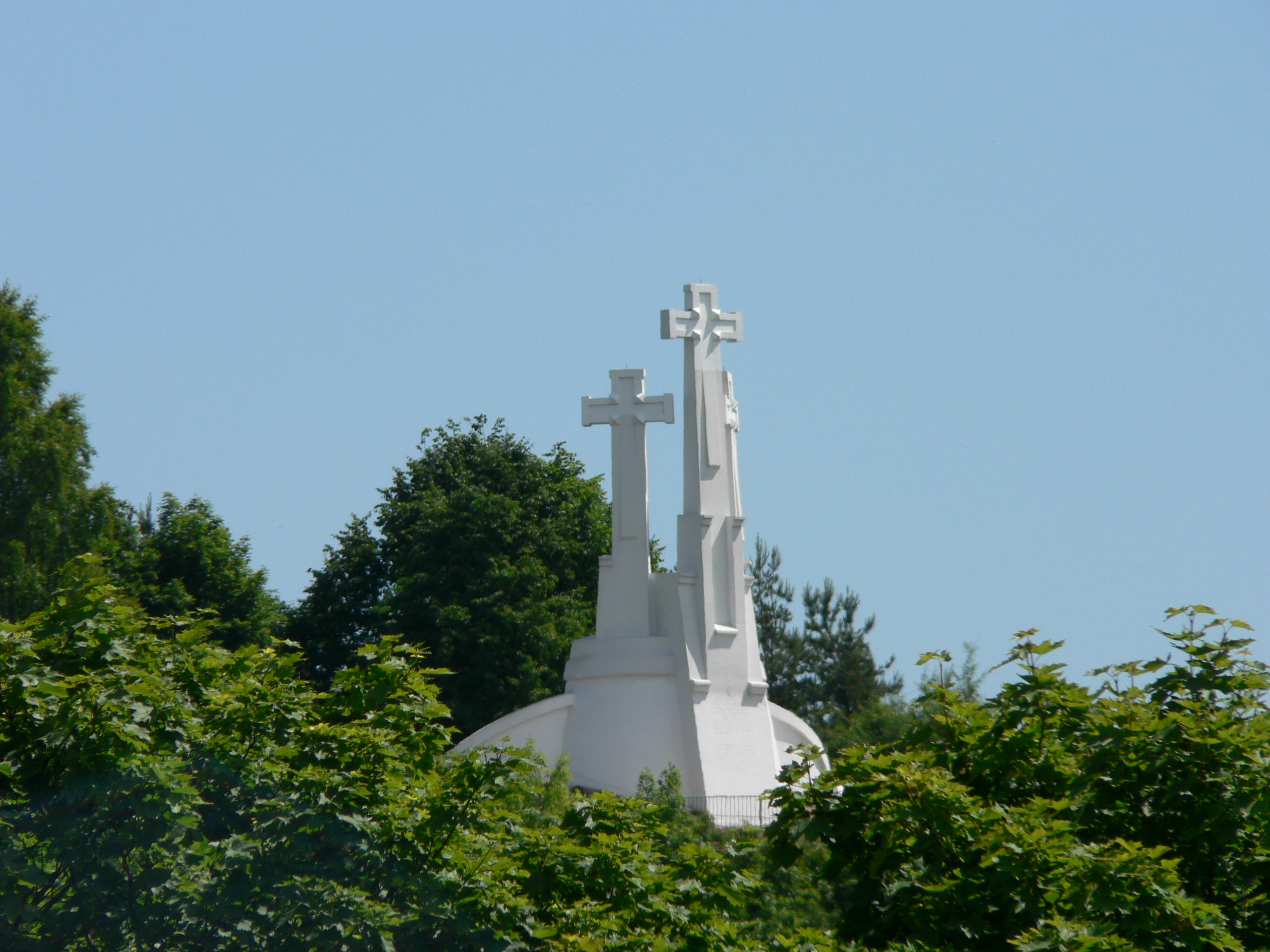
Три хрести на Холодному пагорбі, Вільнюс

54°41′12″ пн. ш. 25°17′51″ сх. д. / 54.6867363° пн. ш. 25.2975462° сх. д.
Три хрести (лит. Trys kryžiai) — це відомий монумент у Вільнюсі, Литва, на пагорбі Трьох Хрестів, початково відомому як Холодний пагорб (лит. Plikasis kalnas), у Калнайському парку. За легендою, на пагорбі були страчені 7 францисканських ченців з українського Поділля.
На цьому місці дерев'яні хрести стояли з початку 17-го сторіччя. Досить швидко вони стани символом міста та невіддільною частиною його панорами. У 1916 році за проєктом польсько-литовського архітектора та скульптора Антонія Вівульського був встановлений бетонний монумент, який у 1950 році був зруйнований за наказом радянської влади. Новий монумент проєкту Генрікаса Шігаліса був встановлений 1989 року. З невеликої спостережної платформи в основі монумента відкривається чудова панорама на старе місто Вільнюса.

## Легенда

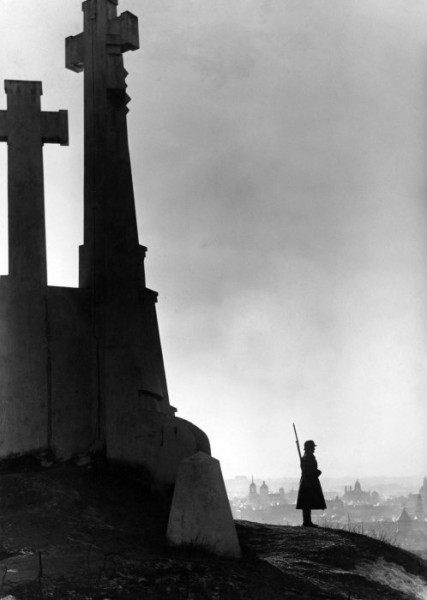
Литовська почесна варта поблизу Трьох Хрестів у 1939 році

Відповідно до літопису Биховця, чотирнадцять ченців-францисканціів були запрошені до Вільнюсу з Поділля Петрасом Гаштольдом. Ченці відкрито проповідували Євангеліє та принижували литовських богів. Розлючені мешканці спалили монастир та вбили всі 14 ченців: сім з них втратили голови на Холодному пагорбі, інші сім були розп'яті на хрестах та кинуті у ріку Няріс або Вільня. Історики сперечаються щодо правдивості цієї історії. Вона може бути перебільшенням історії з «Chronica XXIV Generalium» про двох францисканців, вбитих бл. 1340 р., або ж перебільшенням історії з «De Conformitate Vitae B. P. Francisco» авторства Бартоломью Ріноніко про п'ять францисканських мучеників, яка ймовірно трапилась 1369 року.

## Історія

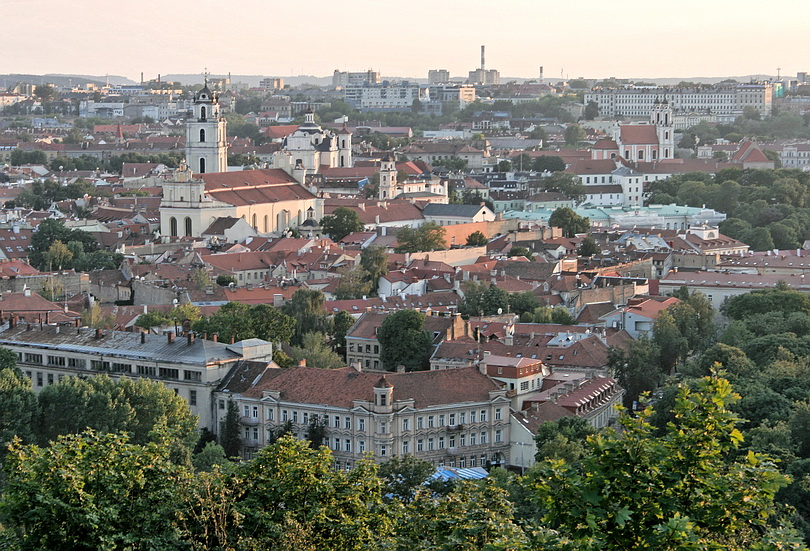
Вид на історичний центр Вільнюса з Холодного пагорбу

Незалежно від того, чи є історичною правдою легенда про францисканських мучеників, їх культ поширився з початку 16-го сторіччя. Перші дерев'яні Три Хрести були збудовані на Холодному пагорбі (місці, де стратили сім монахів) десь до 1649 року. Того року хрести були описані у панегірику єпископу Єржі Тишкевичу. Приблизно в той же час Тишкевич почав справу з канонізації 14 монахів. Існують певні докази, що хрести були збудовані до 1636 року, оскільки відповідно до Яна Непомуцена Фіялека, хрести були зображені на двох срібних іконах Святого Казиміра, які були створені 1636 року та висіли у вільнюському Кафедральному соборі. Однак ці портрети не збереглися і твердження Фіялека перевірити неможливо.
У 1869 році дерев'яні хрести впали, а царська влада не дозволила їх відбудувати. Новий монумент з бетону спроєктував Антоній Вівульський, його було відкрито у серпні 1916 року, коли Вільнюс був окупований німцями під час Першої світової війни. Монумент був знищений радянською владою 30 травня 1950 року. 
Під час литовського визвольного руху, монумент був відбудований на старих фундаментах за проєктом скульптора Генрікаса Шігаліса (лит. Henrikas Šilgalis) та відкритий 14 червня 1989 року. Відбудовані хрести на 1,8 метра вищі за встановлені 1916 року. Шматки знищеного монумента 1916 року можна побачити у декількох метрах нижче сучасного монумента.